# کووباسکووو
کووباسکووو (به لهستانی:  Kołbaskowo) یک روستا در لهستان است که در گمینا کووباسکووو واقع شده‌است.
 کووباسکووو  ۴۱۰ نفر جمعیت دارد.